# François d'Orléans (1982)
François d'Orléans, celým jménem princ François Carl Frédéric Bruno Marie d'Orléans, hrabě z Dreux (* 10. února 1982, Madrid) je členem francouzského královského rodu Bourbon-Orléans, který je od roku 2023 51. velmistrem orleánské obedience Vojenského a špitálního řádu svatého Lazara Jeruzalémského. Působí jako krajinný architekt.

## Život
Narodil se 10. února 1982 v Madridu jako druhý syn prince Michaela Josefa Orleánského, Fils de France, hraběte z Évreux a hraběnky Béatrice Marie Pasquier de Franclieu. Princ má tři sourozence, dvě starší sestry, Clotildu (*1968), Adélaïde (*1971) a jednoho staršího bratra Charlese Philippa (*1973). Je nejmladším ze čtyřiceti vnuků Jindřicha z Orléansu, hrabetě pařížského (1908–1999).
Dětství prožil se svými sourozenci v Madridu, ve věku 12 let (1994) zažil rozchod rodičů (formálně se rozvedli roku 2012). Studoval nejprve na francouzském lyceu v Madridu, maturoval na Downside School v Somersetu. Začal se věnovat krajinné architektuře, univerzitní titul v tomto oboru získal v roce 2010 na Škole architektury a krajiny v Madridu. Otevřel si vlastní architektonickou kancelář v Palma de Mallorca, kde žije i se svou rodinou.
V roce 2014 se oženil s Theresou von Einsiedel, členkou německé aristokratické rodiny a novinářkou. Má s ní tři děti, Philippa (* 2017), Marii-Amélii (* 2019) a Raphaëla (* 2021). V okamžiku svatby mu jeho dědeček Jindřich z Orléansu udělil titul "Jeho královská Výsost" a "hrabě z Dreux".

## Řád svatého Lazara Jeruzalémského

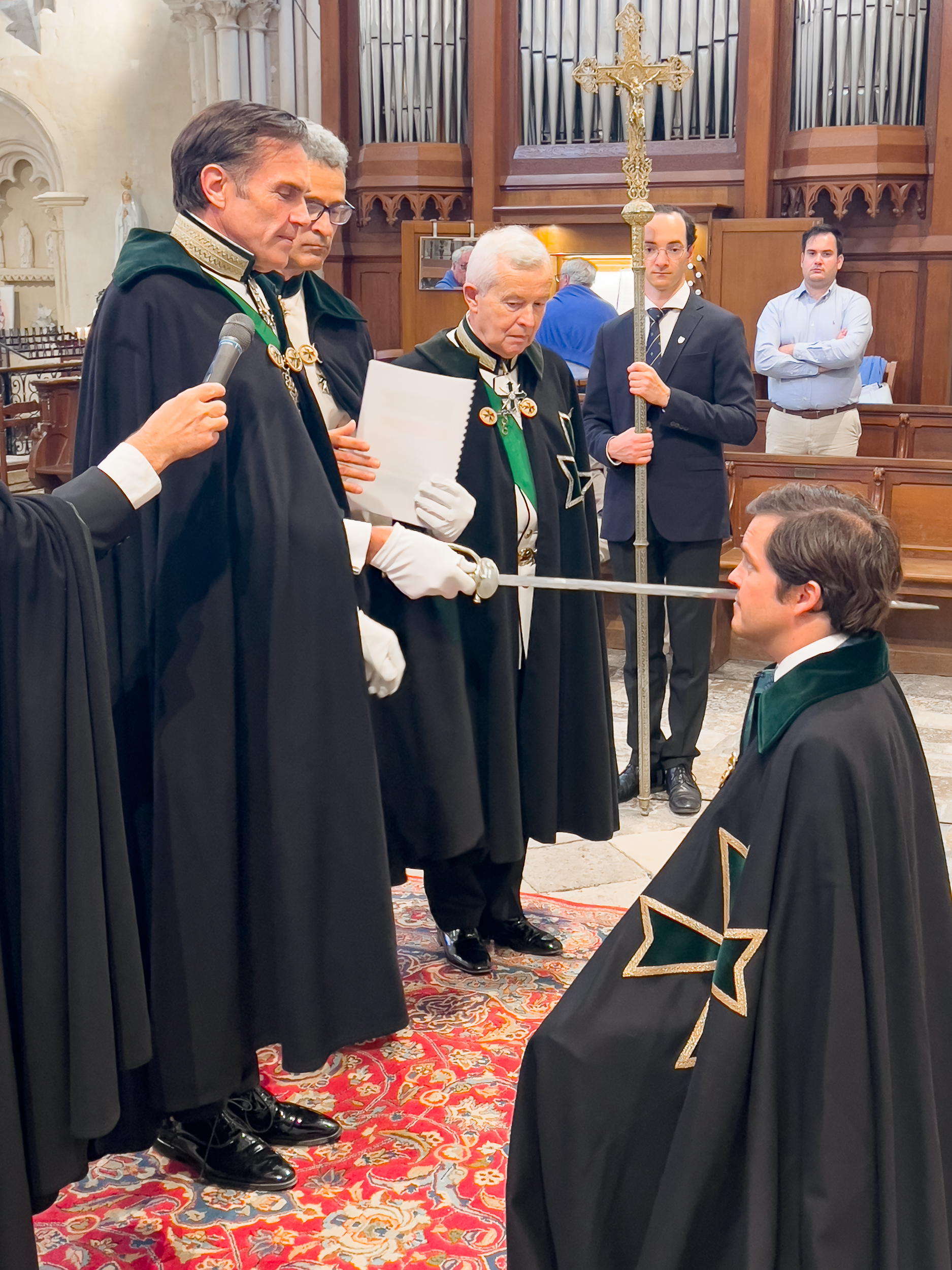
Rytiřská investitura hraběte z Dreux

10. června 2023 jej jeho bratr Charles-Philippe, emeritní velmistr, investoval do Vojenského a špitálního řádu sv. Lazara Jeruzalémského. Dne 15. září 2023 byl na generální kapitule orleánské obedience zvolen za 51. velmistra této obedience a následujícího dne byl instalován v belgickém benediktinském opatství Maredsous.
Ke zvolení došlo jen několik týdnů poté, co hlava orléánské dynastie, princ Jean d'Orléans, hrabě pařížský, ve svém komuniké z 23. července 2023, ve kterém odmítl uznat Řád sv. Lazara a odmítl také přijmout titul "světského ochránce" lazariánského řádu (titul používaný jeho otcem Henrim d'Orléans v letech 2004–2012).

## Řády a vyznamenání
- Rytíř velkokříže s hvězdou Vojenského a špitálního řádu sv. Lazara Jeruzalémského – GCLJ-J
- Officialis Magnus pro Merito – GOMLJ
- Šlechtický kříž Vojenského a špitálního řádu sv. Lazara Jeruzalémského